# حصن العري (ملحان)

تعديل مصدري - تعديل

حصن العري هي إحدى قرى عزلة الروضة بمديرية ملحان التابعة لمحافظة المحويت، بلغ تعداد سكانها 44 نسمة حسب تعداد اليمن لعام 2004.